# Laemophloeus lecontei
Laemophloeus lecontei är en skalbaggsart som beskrevs av Antoine Henri Grouvelle 1876. Laemophloeus lecontei ingår i släktet Laemophloeus och familjen ritsplattbaggar. Inga underarter finns listade i Catalogue of Life.